# James Hamilton, 5. Duke of Hamilton

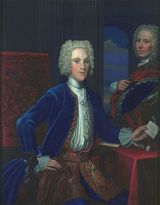
James Hamilton auf einem Gemälde von John Alexander, 1724

James Hamilton, 5. Duke of Hamilton (* 5. Januar 1702; † 9. März 1742 in Bath), war ein schottischer Adliger.
James war ein Sohn von James Hamilton, 4. Duke of Hamilton und dessen Gemahlin Elizabeth Gerard. Mit dem Tod seines Vaters 1712 wurde er zehnjährig Duke of Hamilton.
Der Duke wurde am Winchester College ausgebildet und schloss sein Studium am Christ Church College der Oxford University 1719 als Doctor of Civil Laws ab. 1724 wurde er Captain General der Royal Company of Archers und wurde als Ritter in den Distelorden aufgenommen. Hamilton galt als illoyal und schwankte zwischen den Parteien des Königs und der Jakobiten. Von 1727 bis 1733 bekleidete er das Hofamt des ersten Lord of the Bedchamber. 1736 wurde er als Fellow in die Royal Society aufgenommen.
Er litt an Gelbsucht und starb im Alter von 40 Jahren an einem Schlaganfall.
Hamilton war dreimal verheiratet, in erster Ehe 1723 mit Anne, Tochter des John Campbell Cochrane, 4. Earl of Dundonald, die aber kurz nach der Geburt ihres Sohnes starb. Dieser war:
- James Hamilton, 6. Duke of Hamilton (1724–1758).

Seine zweite Ehefrau war seit 1727 Elizabeth († 1729), Tochter des Thomas Strangeways und in dritter Ehe vermählte er sich mit Anne († 1771), Tochter des Edward Spencer, mit der er folgende Kinder hatte:
- Anne Hamilton (1738–1780), ⚭ 1761 Arthur Chichester, 1. Marquess of Donegall;
- Archibald Hamilton, 9. Duke of Hamilton (1740–1819);
- Spencer Hamilton (1742–1791).